# أليشا قلاس
أليشا قلاس (بالإنجليزية: Alisha Glass) (و. 1988  م) هي لاعبة كرة طائرة، ولاعبة كرة طائرة شاطئية أمريكية، شاركت في الكرة الطائرة في الألعاب الأولمبية الصيفية 2016، مركز لعبها هو منظم.

## روابط خارجية
- أليشا قلاس على موقع الاتحاد الدولي beach volleyball database (الإنجليزية)
- أليشا قلاس على موقع الاتحاد الأوروبي (الإنجليزية)
- أليشا قلاس على موقع دوري الدرجة الأولى الإيطالي للكرة الطائرة - سيدات (الإيطالية)
- أليشا قلاس على موقع اللجنة الأولمبية الدولية (الإنجليزية)
- أليشا قلاس على موقع أوليمبيديا (الإنجليزية)
- أليشا قلاس على موقع اللجنة الأولمبية والبارالمبية الأمريكية (الإنجليزية)